# Apharsatus fallaciosus
Apharsatus fallaciosus là một loài bọ cánh cứng trong họ Cerambycidae.